# Isidro Venero
Isidro Venero fue un político peruano. 
Fue diputado de la República del Perú por la provincia de Paucartambo entre 1849 y 1853 durante el primer gobierno de Ramón Castilla y José Rufino Echenique.  
En los años 1860, fue administrador principal del 15° Distrito Postal con sede en la ciudad del Cusco.